# Liste der Einträge im National Register of Historic Places im Henry County (Alabama)
Die Liste der Registered Historic Places im Henry County in Alabama führt alle Bauwerke und historischen Stätten im Henry County auf, die in das National Register of Historic Places aufgenommen wurden.

## Aktuelle Einträge
| Lfd. Nr. | Name                               | Bild | Datum der Eintragung | Adresse/Lage     | Ort       | ID-Nr.   | Beschreibung |
| -------- | ---------------------------------- | ---- | -------------------- | ---------------- | --------- | -------- | ------------ |
| 1        | Kennedy House                      |      | 5. Jan. 1978         | 300 Kirkland St. | Abbeville | 78000489 |              |
| 2        | Oates House                        |      | 17. März 1989        | 402 Kirkland St. | Abbeville | 89000164 |              |
| 3        | Seaboard Coast Line Railroad Depot |      | 4. Sep. 1980         | Broad St.        | Headland  | 80000687 |              |